# Wales op het Junior Eurovisiesongfestival 2019
Wales nam deel aan het Junior Eurovisiesongfestival 2019 in Gliwice, Polen. Het was de tweede deelname van het land aan het Junior Eurovisiesongfestival. S4C was verantwoordelijk voor de bijdrage voor de editie van 2019.

## Selectieprocedure
De Welshe inzending werd gekozen via de nationale finale Chwilio am Seren, die plaatsvond op 24 september en werd gehouden in Llandudno. In de eerste ronde zongen zes kandidaten een cover, waarna de jury drie artiesten koos die doorstootten naar de superfinale. In die eindstrijd moesten alle artiesten Calon yn curo vertolken, het nummer dat reeds geselecteerd was als de Welshe bijdrage voor het Junior Eurovisiesongfestival 2019.
De 13-jarige Erin uit Llanrwst won de superfinale en mocht aldus Wales vertegenwoordigen op het Junior Eurovisiesongfestival 2019.

## Chwilio am Seren 2019

### Coverronde
| Artiest              | Lied (originele artiest)                              | Punten | Punten |
| -------------------- | ----------------------------------------------------- | ------ | ------ |
| Sophie               | Cae o yd (Martin Beatty)                              | 6      |        |
| Mackenzie & Rhiannon | Nythod cacwn (Super Furry Animals)                    | 8      |        |
| Carys                | Croeswn y dyfroedd geirwon (Paul Simon, Iestyn Llwyd) | 7      |        |
| Y Minis              | Hedfan uwch na'r sêr (Little Mix)                     | 6      |        |
| Cerys                | Meddwl amdanat ti (Bronwen Lewis)                     | 9      |        |
| Erin                 | Nos da susanna (CHROMA)                               | 9      |        |

| Juryuitslag          | Juryuitslag | Juryuitslag | Juryuitslag | Juryuitslag | Juryuitslag | Juryuitslag |
| Artist               | Londen      | Llandudno   | Cardiff     | Carmarthen  | Aberystwyth | Totaal      |
| -------------------- | ----------- | ----------- | ----------- | ----------- | ----------- | ----------- |
| Sophie               | 1           | 1           | 1           | 2           | 1           | 6           |
| Mackenzie & Rhiannon | 1           | 2           | 2           | 1           | 2           | 8           |
| Carys                | 2           | 1           | 2           | 1           | 1           | 7           |
| Y Minis              | 1           | 1           | 2           | 1           | 1           | 6           |
| Cerys                | 2           | 2           | 1           | 2           | 2           | 9           |
| Erin                 | 2           | 2           | 1           | 2           | 2           | 9           |

### Superfinale
| Artiest              | Lied          |
| -------------------- | ------------- |
| Mackenzie & Rhiannon | Calon yn curo |
| Cerys                | Calon yn curo |
| Erin                 | Calon yn curo |

## In Gliwice
Erin Mai was als negende van negentien acts aan de beurt, net na Eliana Gomez Blanco uit Malta en gevolgd door Jerzjan Maksim uit Kazachstan. Wales eindigde uiteindelijk op de achttiende plaats, met 35 punten.
2018 · 2019 · 2020-2024
Albanië · Armenië · Australië · Frankrijk · Georgië · Ierland · Italië · Kazachstan · Malta · Nederland · Noord-Macedonië · Oekraïne · Polen · Portugal · Rusland · Servië · Spanje · Wales · Wit-Rusland